# جون دبليو. ويلكوكس جونيور
جون دبليو. ويلكوكس جونيور (بالإنجليزية: John W. Wilcox, Jr.)‏ هو ضابط أمريكي، ولد في 22 مارس 1882 في ميدوي في الولايات المتحدة، وتوفي في 27 مارس 1942 في المحيط الأطلسي.